# Tournoi féminin d'Espagne de rugby à sept 2024
Cet article concerne le tournoi féminin. Pour le tournoi masculin, voir Tournoi masculin d'Espagne de rugby à sept 2024.
Navigation
2022-2023 2024-2025
Le Tournoi féminin d'Espagne de rugby à sept 2024 est une compétition faisant office de tournoi final du SVNS 2023-2024, organisée à Madrid du 31 mai 2024 au 2 juin 2024. Ce tournoi est également la première édition de la finale du nouveau format des séries mondiales de rugby à sept.
Elle se divise en deux tournois de 8 équipes, l'un réunissant les 8 meilleures équipes de la saison pour se disputer le titre, et l'autre les moins bonnes équipes de la saison avec les meilleures des Sevens Challenger 2024 (en) dans un tournoi de promotion/relégation.

## Tournoi principal

### Participants
8 premières équipes des SVNS 2023-2024:
- Nouvelle-Zélande
- Australie
- France
- États-Unis
- Canada
- Fidji
- Irlande
- Grande-Bretagne

### Format
Les 8 équipes sont divisées en deux poules de 4 équipes en fonction du classement établi grâce aux étapes précédentes, et s'affrontent une fois entre le 31 mai 2024 et 1er juin 2024. Les deux premières de chaque poule avancent en demi-finales et les deux autres en barrages pour la 5ème place.
Le 2 juin 2024, chaque équipe disputent deux matches en fonction de ses résultats et l'équipe vainqueur de la finale remporte le SVNS 2023-2024.

### Poules

#### Poule A
| Équipe           | V | D | Bd | Dp  | Pts |
| ---------------- | - | - | -- | --- | --- |
| Canada           | 2 | 1 | 1  | +7  | 7   |
| Nouvelle-Zélande | 2 | 1 | 0  | +59 | 6   |
| États-Unis       | 2 | 1 | 0  | -24 | 6   |
| Grande-Bretagne  | 0 | 3 | 2  | –42 | 2   |

#### Poule B
| Équipe    | V | D | Bd | Dp  | Pts |
| --------- | - | - | -- | --- | --- |
| Australie | 3 | 0 | 0  | +52 | 9   |
| France    | 2 | 1 | 0  | +41 | 6   |
| Irlande   | 1 | 2 | 0  | -38 | 3   |
| Fidji     | 0 | 3 | 1  | –45 | 1   |

### Phase de classement
| Match         | Vainqueur  | Score   | Finaliste       |
| ------------- | ---------- | ------- | --------------- |
| Demi-finale 1 | Irlande    | 20 - 0  | Grande-Bretagne |
| Demi-finale 2 | États-Unis | 31 - 0  | Fidji           |
| 5e place      | États-Unis | 27 - 14 | Irlande         |
| 7e place      | Fidji      | 42 - 7  | Grande-Bretagne |

### Phase finale
|  | Demi-finales                       | Demi-finales                       | Demi-finales                       | Demi-finales                       |                               |        | Finale                             | Finale                             | Finale                             | Finale                             |
|  |                                    |                                    |                                    |                                    |                               |        |                                    |                                    |                                    |                                    |
|  | 2 juin 2024, Estadio Metropolitano | 2 juin 2024, Estadio Metropolitano | 2 juin 2024, Estadio Metropolitano | 2 juin 2024, Estadio Metropolitano |                               |        | 2 juin 2024, Estadio Metropolitano | 2 juin 2024, Estadio Metropolitano | 2 juin 2024, Estadio Metropolitano | 2 juin 2024, Estadio Metropolitano |
|  | A1                                 | Canada                             | 17                                 | 17                                 |                               |        | 2 juin 2024, Estadio Metropolitano | 2 juin 2024, Estadio Metropolitano | 2 juin 2024, Estadio Metropolitano | 2 juin 2024, Estadio Metropolitano |
|  | A1                                 | Canada                             | 17                                 | 17                                 |                               |        | 2 juin 2024, Estadio Metropolitano | 2 juin 2024, Estadio Metropolitano | 2 juin 2024, Estadio Metropolitano | 2 juin 2024, Estadio Metropolitano |
|  | B2                                 | France                             | 19                                 | 19                                 |                               |        | 2 juin 2024, Estadio Metropolitano | 2 juin 2024, Estadio Metropolitano | 2 juin 2024, Estadio Metropolitano | 2 juin 2024, Estadio Metropolitano |
|  | B2                                 | France                             | 19                                 | 19                                 | France                        | France | 7                                  | 7                                  |                                    |                                    |
|  | 2 juin 2024, Estadio Metropolitano |                                    |                                    |                                    | France                        | France | 7                                  | 7                                  |                                    |                                    |
|  |                                    |                                    | Australie                          | Australie                          | 26                            | 26     |                                    |                                    |                                    |                                    |
|  | B1                                 | Australie                          | Australie                          | Australie                          | 26                            | 26     | 21                                 | 21                                 |                                    |                                    |
|  | B1                                 | Australie                          |                                    |                                    |                               |        |                                    | 21                                 |                                    |                                    |
|  | A2                                 | Nouvelle-Zélande                   | 19                                 | 19                                 |                               |        |                                    |                                    |                                    |                                    |
|  | A2                                 | Nouvelle-Zélande                   | 19                                 | 19                                 | Match pour la troisième place |        |                                    |                                    |                                    |                                    |
|  |                                    |                                    |                                    |                                    |                               |        |                                    |                                    |                                    |                                    |
|  | 2 juin 2024, Estadio Metropolitano |                                    |                                    |                                    |                               |        |                                    |                                    |                                    |                                    |
|  | Canada                             | Canada                             | 14                                 | 14                                 |                               |        |                                    |                                    |                                    |                                    |
|  | Canada                             | Canada                             | 14                                 | 14                                 |                               |        |                                    |                                    |                                    |                                    |
|  | Nouvelle-Zélande                   | Nouvelle-Zélande                   | 26                                 | 26                                 |                               |        |                                    |                                    |                                    |                                    |
|  | Nouvelle-Zélande                   | Nouvelle-Zélande                   | 26                                 | 26                                 |                               |        |                                    |                                    |                                    |                                    |

## Tournoi de repêchage
Equipes classées 9e à 12e des SVNS 2023-2024:
- Japon
- Brésil
- Afrique du Sud
- Espagne

Top 4 des Sevens Challenger 2024 (en):
- Chine
- Argentine
- Belgique
- Pologne

### Format
Les équipes sont divisées en 2 poules en fonction de leur classement en SVNS ou en Challenger et affrontent une fois les autres équipes de la même poule, puis les équipes de la poule A croisent avec les équipes de la poule B: 1er contre 4e, 2e contre 3e et vice-versa.
Les 4 équipes vainqueurs de ces matches de play-off se qualifient pour le SVNS 2024-2025.

### Poules

#### Poule A
| Équipe  | V | D | Bd | Dp   | Pts |
| ------- | - | - | -- | ---- | --- |
| Chine   | 3 | 0 | 0  | +48  | 9   |
| Japon   | 2 | 1 | 1  | +41  | 7   |
| Espagne | 1 | 2 | 1  | +28  | 4   |
| Pologne | 0 | 3 | 0  | –117 | 0   |

#### Poule B
| Équipe         | V | D | Bd | Dp  | Pts |
| -------------- | - | - | -- | --- | --- |
| Brésil         | 3 | 0 | 0  | +83 | 9   |
| Afrique du Sud | 2 | 1 | 0  | +26 | 6   |
| Argentine      | 1 | 2 | 0  | -31 | 3   |
| Belgique       | 0 | 3 | 1  | –78 | 1   |

### Play-offs
| Match   | Poule A | Score   | Poule B        |
| ------- | ------- | ------- | -------------- |
| A1 - B4 | Chine   | 33 - 0  | Belgique       |
| A2 - B3 | Japon   | 26 - 12 | Argentine      |
| A3 - B2 | Espagne | 22 - 0  | Afrique du Sud |
| A4 - B1 | Pologne | 7 - 38  | Brésil         |